# Myristica argentea
Myristica argentea är en tvåhjärtbladig växtart som beskrevs av Otto Warburg. Myristica argentea ingår i släktet Myristica och familjen Myristicaceae. Inga underarter finns listade i Catalogue of Life.